# Hermenegild Goula i Catarineu
Hermenegild Goula i Catarineu o també Ermengol Goula (Sant Feliu de Guíxols, 27 d'abril de 1843 – Barcelona, 9 de desembre de 1921) va ser una actor català molt popular a Catalunya a la segona meitat del segle xix.
Quasi per espai de mig segle fou una de les majors celebritats del Teatre Català. Havia estat alumne del Conservatori de Barcelona ensems que es guanyava la vida com a gravador, i als catorze anys començà la seva carrera en un teatre d'aficionats. Als disset anys debutà al Cercle Barcelonès en la companyia de Valero i després d'haver actuat molt de temps en castellà, decidí dedicar-se al teatre català, iniciant la seva tasca amb Briz.
Després aconseguí diversos èxits, popularitzant els tipus d'actor jove de Cel rogent, d'Aulés; Cap i cúa i Els tres toms, de Campmany, i Cura de moro, Frederic Soler.
Fou llavors quan es revelà com un actor de primer ordre, tant en el gènere còmic com en el dramàtic, i en el Teatre Romea aconseguí els seus més grans triomfs creant infinitat de papers en la majoria de les obres de Guimerà, Roure, Pitarra, etc.

## Trajectòria professional
1868

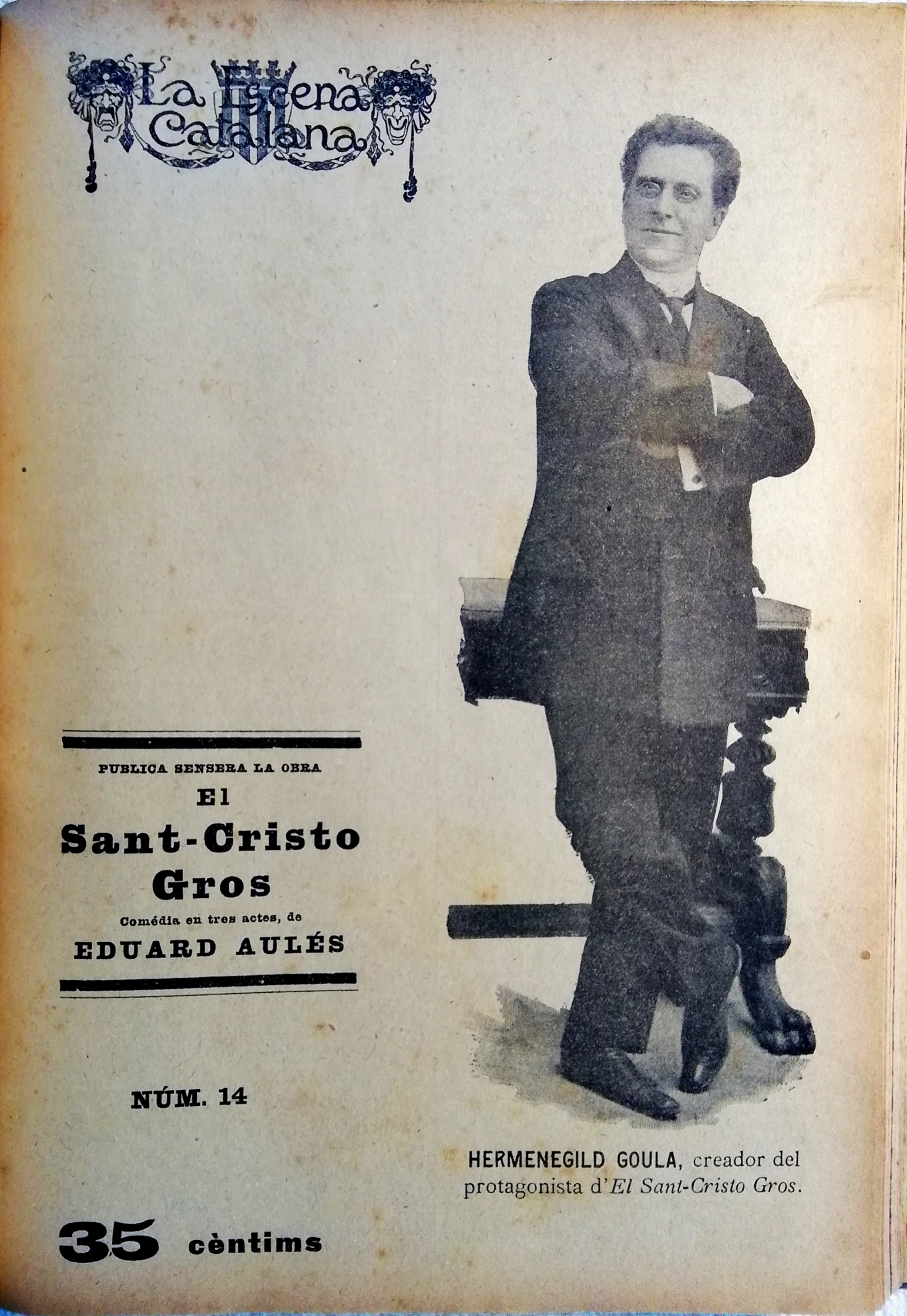
Hermenegild Goula fent de protagonista a la comèdia El Sant-Cristo Gros d'Eduard Aulés. Edició publicada per La Escena Catalana l'any 1918

- 10 de febrer. La sabateta al balcó, original de Frederic Soler. Estrenada al Teatre de l'Odèon de Barcelona.

1869
- 19 de març. Les heures del mas, original de Frederic Soler, estrenat al Teatre de l'Odèon de Barcelona.

1873
- 16 de juliol. Rialles i ploralles de Francesc Ubach i Vinyeta. Estrenada al teatre Novetats de Barcelona (en el paper de Peret.)

1876
- 19 d'octubre. Els segadors, original de Frederic Soler, estrenat al teatre Romea de Barcelona. (en el paper de El marquès d'Alexar).
- 7 de desembre. Cura de moro, original de Frederic Soler, estrenada al Teatre Romea de Barcelona.

1877
- 22 de febrer. Senyora i majora de Frederic Soler. Estrenada al teatre Romea de Barcelona. (en el paper de Rossend.)

1878
- 8 de gener. El contramestre original de Frederic Soler, estrenat al teatre Romea de Barcelona. (en el paper de Ramon).
- 7 de març. La mà freda, original de Francesc d'Assís Ubach i Vinyeta. Estrenada al teatre Romea de Barcelona. (en el paper de Vingut.)
- 3 d'agost. La campana de Sant Llop, original de Frederic Soler. Estrenada al teatre del Bon Retir de Barcelona. (en el paper de Geroni).
- 14 d'agost. De Nadal a Sant Esteve, original de Joan Molas i Casas, estrenada al teatre del teatre del Bon Retir de Barcelona (en el paper d'Eduard.)

1879
- 1 d'abril. Cofis i Mofis, original de Josep Feliu i Codina, estrenada al Teatre Romea. (en el personatge de Moreno).
- 28 octubre. De mort a vida, original de Joaquim Riera i Bertran. Estrenada al teatre Romea de Barcelona. (en el paper d'Enric.)

1880
- 15 de gener. Ral per duro, original de Joan Molas i Casas. Estrenada al teatre Romea de Barcelona. (en el paper de Ricard.)
- 23 de març. El forn del rei, original de Frederic Soler, estrenada al Teatre Romea de Barcelona.
- 10 d'octubre. La volva d'or, original de Josep Feliu i Codina. Estrenada al teatre Romea de Barcelona. (en el paper de Maties).
- 9 de novembre. El dir de la gent, original de Frederic Soler, estrenada al Teatre Romea de Barcelona.

1882
- En el transcurs d'aquest any amb la companyia Fontova estrenà l'obra La Creu Trencada d'Alfons Solà i Xancó.[3]

1883
- 2 d'octubre. El llibre de l'honor, original de Frederic Soler, en col·laboració de Manuel Mata i Maneja, estrenada al teatre Romea. (en el paper de Conrad).

1885
- 29 de gener. Sota terra de Frederic Soler, estrenada al teatre Romea de Barcelona (en el paper de Mus, 20 anys).

1886
- 2 de maig. El rústic "Bertoldo", original de Frederic Soler, en col·laboració de Joan Molas i Casas, estrenada al Teatre Català Romea.

1887
- 8 de març. La vivor de l'estornell, original de Frederic soler, estrenada al teatre Romea de Barcelona (en el paper d'Estornell).
- 25 de gener. Batalla de reines, original de Frederic Soler, estrenada al teatre Romea de Barcelona. (en el paper de El Rei Joan I).
- 17 de novembre. L'espurna, original de Joaquim Riera i Bertran, estrenada al teatre Romea de Barcelona. (en el paper de Rafel).

1890
- 14 d'octubre. Sogra i nora, original de Josep Pin i Soler, estrenada al teatre Novetats de Barcelona (en el paper de Pau.)
- 2 de desembre. En el paper de Guixots a l'obra La sala d'espera d'Àngel Guimerà. Estrenada al Teatre Novetats de Barcelona.

1892
- 11 de novembre. L'infern a casa. Comèdia dramàtica en tres actes i en prosa, original de Frederic Soler, estrenada al Teatre Català Romea de Barcelona.
- 6 de desembre. El moviment continu de Ramon Bordas i Estragués. Estrenada al teatre Romea de Barcelona. (en el paper de Salvador).

1895
- 12 de març. En el paper de Serafí de Santcliment a l'obra La suripanta d'Antoni Ferrer i Codina. Estrenada al teatre Romea de Barcelona.
- 2 d'abril. En el paper de Lluís, 26 anys a l'obra Ditxós ball de màscares! de Francesc Figueras i Ribot. Estrenada al teatre Romea de Barcelona.
- 16 d'abril. En el paper de Felip Manegat, 35 anys a l'obra L'herència de l'oncle Pau, arranjada per Conrad Colomer. Estrenada al teatre Romea de Barcelona.

1896
- 1 de maig. El gec d'en Migranya de Teodor Baró, estrenada al teatre Romea de Barcelona. (en el paper Sánchez).

1909
- 27 de febrer. En el paper d'Hipòlit Santpere a l'obra El testament de la tia, original de Paul Gavault i R. Charvray, arranjament al català per Ramon Franqueza i Comas. Estrenada al teatre Romea de Barcelona.

1911
- 15 d'abril. La reina jove d'Àngel Guimerà, estrenada al teatre Principal de Barcelona. (en el paper de Tornamira).